# 孙伯镇
孙伯镇，是中华人民共和国山東省泰安市肥城市下辖的一个乡镇级行政单位。

## 行政区划
孙伯镇下辖以下地区：
孙东村、孙西村、刘庄村、西坞村、东坞村、琶山村、大石桥村、庄头村、东程村、西程村、南栾村、北栾村、陈杭村、西北角村、莲花峪村、五埠村和岈山村。

## 人口
2010年中国第六次人口普查时，孙伯镇共有人口27872人。共有家庭8692户，平均每户3.16人。14岁以下的少年儿童共4347人，占总人口15.59%；15-64岁人口共20410人，占总人口73.22%；65岁及以上的老年人共3115人，占总人口的11.17%。男性共计13483人，占总人口48.37%；女性共计14389人，占总人口51.62%。本地居住的人口中，拥有本地户籍的人口为27591人，占98.99%。